# Michael Deeley
Michael Deeley, född 6 augusti 1932, är en brittisk filmproducent. Hans mest kända produktioner är förmodligen Den vilda biljakten (1969), Deer Hunter (1978) och Blade Runner (1982).

## Filmografi i urval
- 1965 – Greppet (exekutiv producent)
- 1969 – Den vilda biljakten
- 1971 – Murphys krig
- 1976 – Mannen utan ansikte
- 1978 – Konvoj (exekutiv producent)
- 1978 – Deer Hunter
- 1982 – Blade Runner